# Fabiola Pulido Franco
Fabiola Pulido Franco (Guadalajara, Jalisco, México; 19 de agosto de 1978) es una abogada y política mexicana que se desempeñó como Alcaldesa de Magdalena, en el estado de Jalisco. Es la primera presidente municipal reelecta en la historia de Jalisco por el Partido Revolucionario Institucional. Fue Diputada Local del Estado de Jalisco integrante de la LXIII Legislatura del Congreso de Jalisco, y actualmente se desempeña como Presidenta Honoraria del Sistema DIF Magdalena, Jalisco.

## Biografía
Nació en Guadalajara, Jalisco. Es licenciada en Derecho por la Universidad de Guadalajara. Es madre de Emiliano y Valentina, quienes son el motor de su existencia para trabajar, comprometerse, crecer como ser humano, como madre y ser un ejemplo para ellos.
Fabiola Pulido comenzó a trabajar en el servicio público desde joven, ocupando diversas posiciones en el Gobierno de Magdalena. De 2007 a 2009 fue síndico municipal y secretaria general del Ayuntamiento, lo que le permitió destacar por su experiencia y capacidad profesional, siendo pieza clave del entonces gobierno, impulsó la capacitación de funcionarios públicos y el ordenamiento del patrimonio municipal, y desde 2012 hasta 2015 fungió como titular de la Dirección de Jurídico del Gobierno Municipal.
En 2015 contendió por la presidencia municipal de Magdalena. Durante su campaña, recorrió el municipio escuchando a la gente y comprometiendo su palabra. Así, obtuvo la presidencia del municipio para el periodo 2015-2018. En su gestión, logró posicionar a su Administración como el trienio de la obra pública bajo la primicia de un municipio del cambio, destacando la construcción de 13 nuevos parques recreativos, la consolidación de infraestructura vial, deportiva y cultural, y servicios públicos. Además de la implementación de programas emblemáticos como:
-	Programa MujerEs Unidas para Avanzar, que contribuye a la inclusión y el reconocimiento del papel fundamental que juegan las Jefas de Familia en su hogar. Empleándolas por un periodo temporal durante los meses de noviembre y diciembre para que en vísperas de Navidad cuenten con recurso económico con el que puedan disfrutar de una cena familiar.
-	Programa viviendas dignas para mejorar tu vida, con el que logró intervenir cerca de 400 hogares de Magdalena implementando trabajos de mejora a la vivienda, la construcción de cuartos, cocinas, techos, pisos y baños dignos, todo ello, con una perspectiva de género que reconoce las condiciones de las mujeres que viven en situación de vulnerabilidad.
-	Consolidó de forma regional las escuelas municipales de: corredores, fútbol infantil y softbol femenil. Con una visión innovadora, impulsa la práctica del deporte en niños, jóvenes, mujeres y adultos. 
Así, los 37 años, se había convertido en la tercera presidente municipal en la historia de Magdalena. Ante un complejo pronóstico, rompió con la mal llamada alternancia política a la que los ciudadanos parecían estar acostumbrados.
Su carrera política ha ido en ascenso, es una de las políticas jaliscienses más destacadas en la actualidad, le han sido encomendados encargos honorarios en el ámbito político y social. Es Coordinadora Nacional  de Presidentes Municipales del Organismo Nacional ONMPRI. Funge como Coordinadora Distrital de la Confederación Nacional Campesina en Jalisco. Es Tesorera de la Asociación de Presidentes Cenecistas de Jalisco; y es integrante de la Red de Alcaldesas de Jalisco.
En 2018, con una plataforma definida de generación de compromisos a lo largo de todo el municipio durante campaña, y la convicción de transformar los sectores estratégicos de la mano de la sociedad civil, los diferentes niveles de gobierno y la pluralidad de fuerzas políticas, Fabiola Pulido Franco contendió por segunda ocasión bajo el mecanismo de la reelección por la Presidencia Municipal para el periodo 2018 -2021. El 1 de julio de ese año, su diagnóstico y propuesta de cambio con rumbo obtuvieron la confianza de la mayoría de los magdalenenses.
Fabiola, se convirtió en la primera presidente municipal en la memoria del Revolucionario Institucional, al haber ganado la reelección en el Estado de Jalisco. Su historia la llevó a emprender una lucha por la igualdad de género. Desde su posición, trabaja para impulsar la participación de las mujeres en la vida política y cívica en México. Ella tiene una firme convicción, abrir espacios de poder para que juntos, mujeres y hombres, tomen decisiones de poder en el país.
Fabiola Pulido es una de las gobernantes más jóvenes de Magdalena, la profesionalización de la política y gobernar cerca de la sociedad son dos de sus prioridades.

## Educación y vida personal
Originaria de Magdalena, municipio situado en la región norte del Estado. Limita al norte con el municipio de Hostotipaquillo; al sur con Etzatlán y Antonio Escobedo; al este con Tequila y al oeste con el estado de Nayarit. donde estudió la primaria y secundaria.
Concluyó su primaria en el Colegio Félix Ma. Martínez, la secundaria en la escuela Leyes de Reforma y su preparatoria en la escuela Preparatoria Regional de Tequila. Se trasladó nuevamente a Guadalajara para iniciar su formación como abogado en la Universidad de Guadalajara. Al concluir sus estudios comenzó a trabajar en Supremo Tribunal de Justicia del Estado de Jalisco en la Sexta Sala en Materia Penal, desempeñándose como Auxiliar Judicial.

## Carrera política

### Inicios
Es miembro activo desde 2006 en el PRI. En ese mismo año recibe la invitación para integrarse a la Planilla que encabezaba el MVZ Gonzalo Bañuelos Riestra, de la cual resultan triunfadores del proceso electoral. En ese periodo asume la Sindicatura Municipal y a finales del Trienio 2009 le hacen encargo de la Secretaria General de Gobierno. 

### Delegada y presidente del ONMPRI Jalisco
En 2014 fue designada como delegado con funciones de presidente del ONMPRI en Magdalena, cargo que ocupa actualmente y que le ha sido reconocido al trabajo que realiza a favor de las mujeres.

### Reelección
Inició su precampaña para reelegirse dejando el puesto de presidente y proclamando un presidente interino.
El 1° de julio de 2018 vuelve a ganar las elecciones con alrededor de 800 votos de diferencia, convirtiéndose así en una de las primeras políticas mexicanas en ganar por segunda vez consecutiva un puesto de alto rango político.

### Secretaria de Activismo del PRI en el Estado de Jalisco
El 16 de noviembre del año 2022, fue designada como Secretaria de Activismo,  por la diputada Laura Haro Ramírez, presidente del Partido Revolucionario Institucional en Jalisco.

## Precampaña de elección de candidato
Tras un complejo proceso de elección de aspirantes a la candidatura del tricolor, en la que cinco personajes priistas, Fabiola Pulido resulta la candidata de unidad que abanderaría al Partido Revolucionario Institucional para los comicios del pasado 7 de junio de 2015. Una vez llevada a cabo la convención de delegados, el PRI emite ante el Instituto Electoral y de Participación Ciudadana su lista de precandidatos a alcaldes para los 125 municipios de Jalisco.

## Votaciones del 7 de junio de 2015
Tras la elección efectuada el 7 de junio de 2015, los resultados del cómputo final declara a Pulido por arriba de sus adversarios en la contienda electoral con el 100 % de las actas computadas, con una ventaja de 505 votos. El 16 de junio de 2015 recibe la constancia de mayoría por parte Instituto Electoral y de Participación Ciudadana acreditándole como presidente electa.

## Candidata a diputada local por Jalisco
Fabiola Pulido se convirtió en la abanderada del Partido Revolucionario Institucional en el Proceso Electoral Local 2020-2021 en Jalisco. Ante un escenario complejo, Fabiola, recorrió los 24 municipios que conforman el Distrito 01 en el estado. Con una forma de hacer política distinta, fue ganando terreno al paso que avanzaba la campaña electoral. Se centró en llevar un mensaje de esperanza para los pueblos, con la constante de que el no ya se tiene y, siempre se debe ver la manera de ir por el sí. Poniendo como ejemplo el trabajo realizado como alcaldesa en su municipio, Magdalena, Jalisco. Fabiola Pulido, se colocó en el segundo lugar, tan solo debajo del candidato de Movimiento Ciudadano, Eduardo Ron Ramos.

### Periodo gubernamental
Del 1 de octubre de 2015 al 30 de septiembre de 2021 se desempeñó como presidente municipal de Magdalena.

### Coordinadora de Campaña Política de José Antonio Meade Kuribreña
En febrero de 2018, recibe la invitación para coordinar los trabajos de la campaña política del Candidato Presidencial de Partido Revolucionario Institucional, José Antonio Meade Kuribreña.

## Premios y nominaciones
En diciembre de 2021, la Cámara de Comercio de Guadalajara la reconoció con el Galardón "Mérito al Servidor Público". Reconocimiento que se le entregó porqué además de hacer su trabajo imprime un valor agregado a su servicio, caracterizándola por su entrega, dedicación y honestidad.
En marzo de 2022, el Partido Revolucionario Institucional en el Estado de Jalisco, le entregó la Medalla al Mérito Femenil 2021 dentro del marco de las celebraciones del 93 Aniversario del PRI.